# Breede Valley
Breede Valley – gmina w Republice Południowej Afryki, w Prowincji Przylądkowej Zachodniej, w dystrykcie Cape Winelands. Siedzibą administracyjną gminy jest Worcester.